# Commission pontificale
Une commission pontificale est un comité d'experts catholiques nommés par le pape dans un but précis.

## Liste
Les commissions pontificales sont en janvier 2015 :
- La Commission pontificale pour l'Amérique latine, pour conseil et aide aux églises catholiques d'Amérique latine ;
- La Commission pontificale pour l'archéologie sacrée, pour les monuments et objets antiques sacrés ;
- La Commission biblique pontificale, consultative sur les études bibliques ;
- La Commission pontificale Ecclesia Dei, pour la pleine communion de l'Église, et les relations avec les traditionalistes ;
- La Commission théologique internationale sur les questions théologiques importantes.
- La Commission pontificale pour la protection des mineurs, créée le 22 mars 2014, et qui a pour première tâche de rédiger les statuts de la commission[1].

## Annexe